# The Churchills
The Churchills is een Amerikaanse indieband uit de regio New York/New Jersey.

## Bezetting
Oprichters
- Phil Bloom (drums)
- Kim Henry (gitaar, zang)
- Alex Smolinski (drums)
- Scott Haskitt (drums)
- Greg Winchell (gitaar)

Huidige bezetting
- Ron Haney (zang, gitaar)
- Bart Schoudel (basgitaar)
- Tom Cottone
- Jed Higgerson (gitaar)

## Geschiedenis
Ze zijn waarschijnlijk veelal bekend door hun optreden in de tv-show Spin City, tijdens het derde seizoen in de aflevering Internal Affairs. Ze vertolkten hun song Everybody Gets What They Deserve op het einde van de show voor het Flatiron Building in Manhattan. Dezelfde song werd ook uitgevoerd in de tv-show Scrubs in de aflevering My Lips Are Sealed. Meadow Soprano droeg een T-shirt van de band in aflevering drie, seizoen twee van The Sopranos en ook weer in aflevering 3 van seizoen drie.

## Discografie

### Albums
- 1997: MAGNIFIQUE 400
- 2000: You Are Here
- 2002: Big Ideas
- 2005: The Odds of Winning